# Énergie au Québec
 (janvier 2020).
Le secteur de l'énergie au Québec présente les caractéristiques d'une économie industrialisée, mais certaines particularités lui confèrent une personnalité unique. Doté de milliers de rivières, de riches gisements éoliens et d'immenses forêts boréales, qui couvrent la moitié de son territoire, déterminé par des choix politiques dès les années 1960 en faveur de la production écologique, puis au début du XXIe siècle par la fin de la production nucléaire, le Québec produit environ la moitié de toute l'énergie finale consommée par ses habitants en utilisant des sources renouvelables.  Selon certaines données encore à confirmer, le Québec disposerait également de ressources pétrolières et gazières significatives encore inexploitées.
La structure industrielle et une partie de l'économie du Québec ont été fortement influencées par la présence de sources d'énergie, principalement de source hydroélectrique, abondantes, peu chères et renouvelables. Par contre il ne faut pas négliger le fait que le pétrole est encore la source d'énergie la plus importante avec plus de 839 pétajoules (PJ) contre seulement 691 pétajoules (PJ) pour l'hydroélectricité. La disponibilité des sources d'énergie hydroélectriques a eu une influence déterminante sur le développement de régions comme le Saguenay–Lac-Saint-Jean, la Mauricie et la Côte-Nord, non seulement sur le plan du développement économique, mais sur le peuplement même de ces régions du Québec,.
Bien qu'il produise une grande quantité d'énergie hydroélectrique, le Québec en consomme beaucoup d'énergie de toutes provenances, à l'instar des États-Unis et du reste du Canada ; sa consommation énergétique par habitant, estimée à 232,41 gigajoules en 2007, classe les Québécois parmi les peuples les plus énergivores du monde. Le Québec se classe au second rang mondial pour la consommation d'électricité par habitant, derrière l'Islande et devant la Norvège, avec une consommation annuelle moyenne de 25 153 kilowatts-heures en 2012.  En 2012, la consommation d'énergie totale était de l'ordre de 1 800 PJ, avec une répartition dans les secteurs résidentiel, commercial et institutionnel de l'ordre de 553 PJ, 604 PJ dans le secteur industriel (+95 PJ en usage non-énergétique) et de 496 PJ seulement en besoins de transport.

## Électricité
L'électricité est une source d'énergie importante au Québec et représente 37,11 % de la consommation finale en 2013. Hydro-Québec exerce un quasi-monopole sur la production, le transport et la distribution de l'électricité sur l'ensemble du territoire québécois. La presque totalité de l'énergie électrique consommée au Québec provient de centrales hydroélectriques (96,07 %).
|                     | 1981    | 1986    | 1991    | 1996    | 2001    | 2006    | 2009    |
| ------------------- | ------- | ------- | ------- | ------- | ------- | ------- | ------- |
| Hydraulique         | 139 916 | 154 213 | 139 935 | 166 666 | 165 885 | 174 313 | 191 510 |
| Nucléaire           | —       | 4 020   | 4 145   | 5 558   | 4 987   | 4 871   | 3 812   |
| Éolien              | —       | —       | —       | —       | 190     | 423     | 1 131   |
| Produits pétroliers | 245     | 184     | 438     | 595     | 1 128   | 921     | 1 352   |
| Gaz naturel         | —       | —       | 131     | 412     | 383     | 1 485   | 288     |
| Biomasse            | —       | —       | —       | 198     | 519     | 422     | 1 411   |
| Total               | 140 161 | 150 615 | 144 649 | 173 429 | 173 093 | 182 435 | 199 505 |

La croissance du parc de production d'Hydro-Québec a été particulièrement notable durant les 20 années qui ont suivi la seconde nationalisation de l'électricité, en 1963. Hydro-Québec a presque quadruplé sa capacité de production, passant de 6 800 mégawatts à presque 24 000, grâce à la construction et de la mise en service de deux grands projets de complexes hydroélectriques : les sept premières centrales du projet Manic-Outardes, sur la Côte-Nord, ainsi que les trois centrales de la phase I du projet de la Baie-James. Ces ouvrages ont ajouté une capacité combinée de plus de 10 000 mégawatts.
En 2011, la société d'État québécoise figure parmi les plus grands producteurs d'hydroélectricité au monde avec une puissance hydraulique installée de 35 285 mégawatts, sur une capacité totale de 36 971 mégawatts. Cinq de ses aménagements hydroélectriques dépassent les 2 000 mégawatts — les centrales Manic-5, La Grande-4, La Grande-3, La Grande-2-A et Robert-Bourassa — alors que 7 autres ont une capacité de plus de 1 000 mégawatts.

### Production

#### Énergie nucléaire

##### Centrale nucléaire

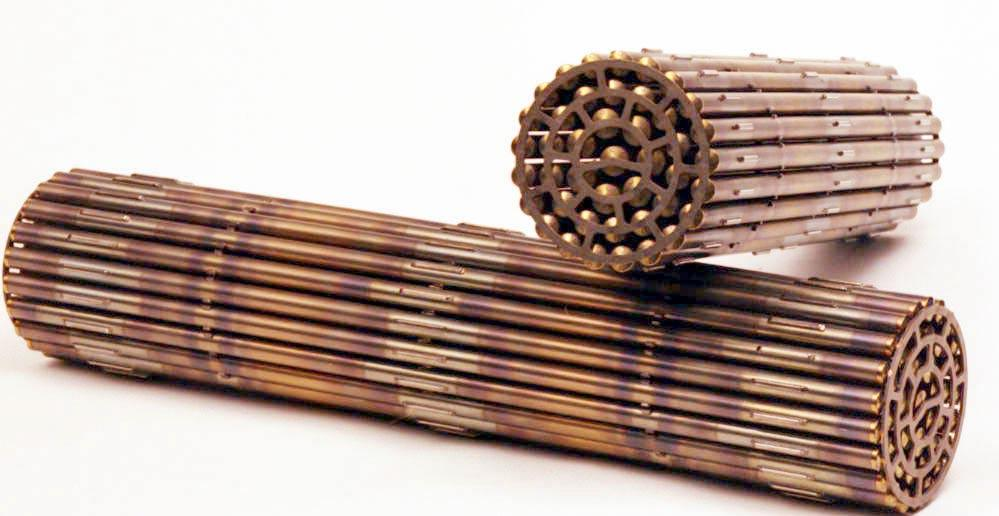
Grappes de combustibles utilisés dans une centrale nucléaire CANDU. Hydro-Québec a exploité une centrale de ce type à Gentilly, près de Bécancour entre 1983 et 2012.

Près de 40 ans après un intense débat sur la pertinence d'adopter la technologie nucléaire, cette forme d'énergie demeure relativement marginale dans le bilan énergétique québécois. En 2009, l'électricité produite par la fission nucléaire ne constituait que 2,35 % de tous les approvisionnements d'Hydro-Québec.
Deux centrales nucléaires, les centrales Gentilly-1 et Gentilly-2, ont été construites entre 1966 et 1983 sur les bords du fleuve Saint-Laurent, à Bécancour, en face de Trois-Rivières. La première, un réacteur CANDU-BLW construit par Énergie atomique du Canada Limitée (EACL) et d'une puissance nette de 266 mégawatts, a été mise en service en novembre 1970. La centrale n'a produit de l'électricité que pendant deux brèves périodes, totalisant 183 jours, en 1972. Elle a été mise en état de conservation par EACL en 1980, qui en demeure propriétaire.
La seconde, une centrale de type CANDU-PHW de 675 mégawatts (635 MW net), a été mise en service commercial par Hydro-Québec en 1983, après une période de construction échelonnée sur 10 ans. La centrale de Gentilly-2 utilise annuellement de 4 500 à 5 000 grappes de combustible nucléaire renfermant chacune 19 kg d'uranium naturel sous forme de dioxyde d'uranium (UO2). L'ensemble de l'uranium utilisé provient de la Saskatchewan.
Après plusieurs années d'études, le gouvernement du Québec a d'abord annoncé la réfection de la centrale de Gentilly-2 en août 2008 afin de prolonger sa durée de vie de 25 ans. Le projet a cependant été annulé en octobre 2012 après une réévaluation de la justification économique du projet par Hydro-Québec, qui estimait le coût d'une réfection à 4,3 milliards de dollars canadiens, en hausse de 2,4 milliards sur l'estimation publiée quatre ans plus tôt. La centrale sera mise en dormance pendant 40 ans après son arrêt définitif, le 28 décembre 2012. Le démantèlement des installations et l'enlèvement du combustible irradié devrait être complété en 2062,.

##### Uranium
Le sous-sol québécois recèle quelques gîtes d'uranium ; sept types de gîtes sont reconnus dans la documentation. Les réserves probables d'uranium sur le territoire s'élèveraient à 40 000 tonnes en 2010 selon des chiffres de la World Nuclear Association. Les campagnes d'exploration entreprises dans les années 1980 n'ont toutefois pas trouvé de gisement rentable. Cependant, plusieurs compagnies minières s'intéressent à nouveau au potentiel des gisements découverts et ont établi de nouveaux programmes d'exploration depuis l'automne 2004. La pression sur la demande mondiale a fait bondir les budgets consacrés à la prospection de nouvelles sources d'uranium. Les dépenses d'exploration au Québec à ce chapitre ont bondi au cours des dernières années, passant de 1,3 million de dollars en 2004 à 70,9 millions de dollars en 2007.
Des travaux d'exploration menés par la société canadienne Terra Ventures au lac Kachiwiss, dans la région de Sept-Îles, ont soulevé une controverse sur la Côte-Nord au cours de l'automne 2009, entraînant la menace de démission de 24 médecins à l'hôpital local et une manifestation de citoyens. Un autre projet, mené par l'entreprise Ressources Strateco, se déroule depuis 2006 aux monts Otish, à 250 km au nord de Chibougamau. Bien que le projet ait reçu l'autorisation de la Commission canadienne de sûreté nucléaire en octobre 2012, il fait face à une forte opposition parmi les Cris de Mistissini et le Grand Conseil des Cris. Le gouvernement du Québec est également réticent à appuyer le projet en raison de l'absence d'acceptabilité sociale.

#### Production thermique

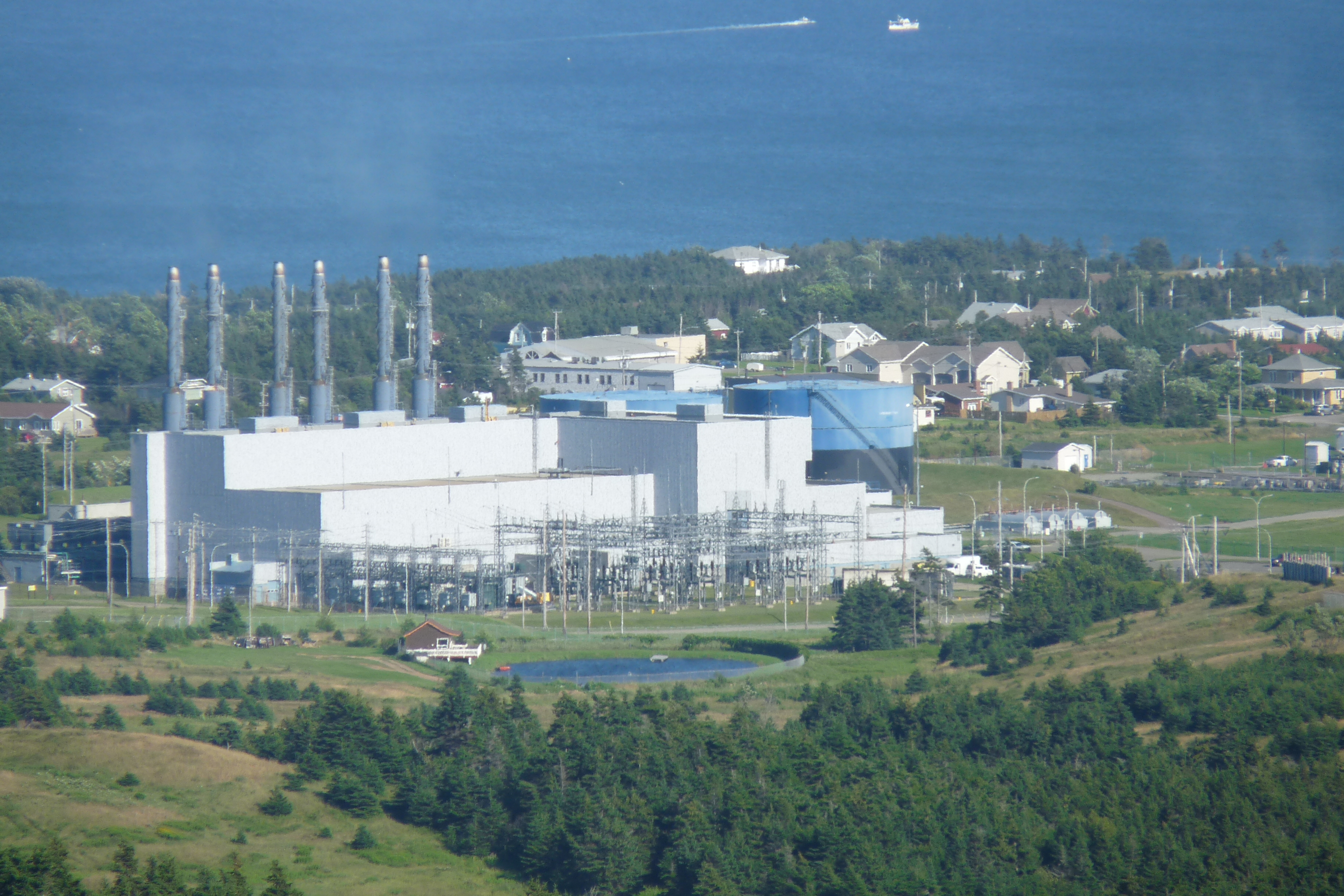
La centrale de Cap-aux-Meules, aux Îles-de-la-Madeleine. Cette centrale thermique de 66 MW alimentée au mazout lourd constitue la principale source d'émissions de gaz à effet de serre d'Hydro-Québec, avec des rejets de 119802 tonnes d'équivalent en 2010.

##### Centrales classiques et diesel
La production d'électricité par combustion fossile reste marginale au Québec. Une centrale au gaz de 38,7 mégawatts est mis en service au village des Boules vers 1962 pour stabiliser le réseau alimenté par des câbles qui traversent le fond du Fleuve Saint-Laurent venant de la Côte-Nord. La centrale de Tracy, une centrale au mazout mise en service entre 1964 et 1968 et héritée de la Shawinigan Water and Power Company, est la seule grande centrale du type dans le parc d'Hydro-Québec. La société d'État utilise très peu la centrale de Tracy, d'une capacité de 660 mégawatts, ainsi que les trois turbines à gaz qu'elle possède à Bécancour, La Citière et Cadillac, près de Rouyn-Noranda.
Hydro-Québec a fermé la centrale de Tracy en 2011, et celle de La Citière en 2012, alors que la centrale de Cadillac est utilisée pour fournir de la puissance réactive en attendant son remplacement par trois compensateurs synchrones en 2014.
Hydro-Québec Distribution exploite également une série de 23 génératrices au diesel qui alimentent en électricité les régions qui ne sont pas reliées au réseau principal de transport d'électricité de TransÉnergie. La plus importante de ces centrales est située à Cap-aux-Meules, aux Îles de la Madeleine. Les autres sont réparties dans des villages au Nunavik, sur la Basse-Côte-Nord et en Haute-Mauricie.

##### Centrale au gaz
À l'exception des centrales alimentant les réseaux autonomes, une seule centrale thermique d'importance a fourni de l'électricité sur une base régulière au cours de la deuxième moitié des années 2000. Il s'agit d'une centrale à cycle combiné au gaz naturel construite et exploitée par TransCanada Energy, située à Bécancour. Ouverte en 2006, la centrale a fonctionné pendant plus d'un an. Cependant, la Régie de l'énergie du Québec a autorisé une entente proposée par Hydro-Québec, pour fermer la centrale pendant les années 2008 et 2009, en raison d'une augmentation de la demande moins forte que prévu et de l'hydraulicité favorable enregistrée depuis quelques années,.
Un autre projet de centrale thermique a suscité beaucoup de controverse. Annoncé en 2001, le projet du Suroît, une centrale thermique à cycle combiné qu'Hydro-Québec voulait construire à Beauharnois, à proximité de la centrale hydroélectrique existante, a soulevé un tollé dans la population. Le débat sur la ratification par le Canada du protocole de Kyoto au début des années 2000 ainsi qu'un niveau d'émissions estimé de 2,25 millions de tonnes de dioxyde de carbone par année — soit 3 % du total québécois — ont rendu le projet impopulaire dans l'opinion publique.
Le gouvernement de Jean Charest abandonne le Suroît en novembre 2004,, en raison de l'opposition des Québécois — 67 % des personnes interrogées dans un sondage mené en janvier 2004 disaient y être opposées.

#### Production éolienne

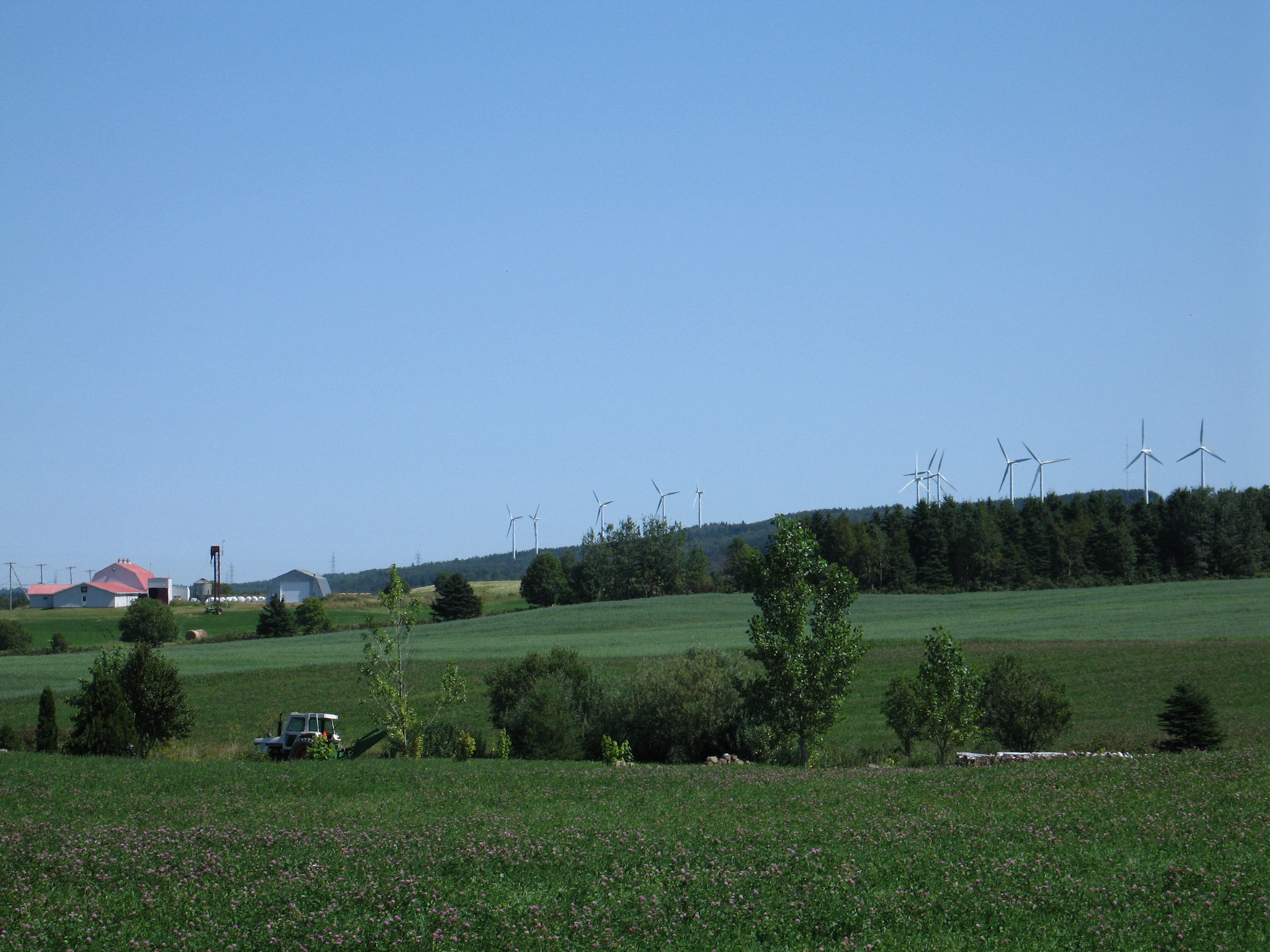
Trois parcs éoliens ont été construits dans la région de Matane.

Malgré une importante percée au cours des dernières années, l'énergie éolienne tarde à s'imposer comme une composante importante du bilan énergétique québécois. En 2009, le secteur éolien ne constituait que 0,55 % de tous les approvisionnements électriques vendus par Hydro-Québec. Cette place modeste de l'énergie éolienne dans les statistiques cache toutefois un développement de cette industrie, stimulée par deux appels d'offres d'Hydro-Québec Distribution, en 2003 et 2005, afin d'acheter respectivement 1 000 et 2 000 mégawatts d'énergie produite par le vent.
Les grands appels d'offres d'Hydro-Québec pour deux blocs d'énergie éolienne ont permis de développer une petite industrie québécoise de fabrication de composantes d'éoliennes qui vend aux futurs exploitants des parcs éoliens québécois et qui exporte une partie de sa production au Canada et à l'étranger. Les entreprises Marmen, Composite VCI et LM Glassfiber emploient quelques centaines de personnes dans leurs usines en Mauricie et les Laurentides. Gaspésie. Les premières livraisons en vertu des appels d'offres d'Hydro-Québec ont eu lieu en 2006, et s'échelonnent jusqu'en décembre 2015.
Le développement éolien a soulevé plusieurs polémiques sur le modèle de développement choisi par le gouvernement, qui a exclu Hydro-Québec ou une autre société d'État du processus d'appel d'offres, sur les redevances versées par les producteurs aux propriétaires de terrain et aux municipalités-hôtesses ou encore sur la réaction des résidents, notamment en Gaspésie, qui ont vu pousser des grands parcs de 50 à 100 hélices dans leur milieu de vie.

### Transport de l'électricité

#### Réseau de transport

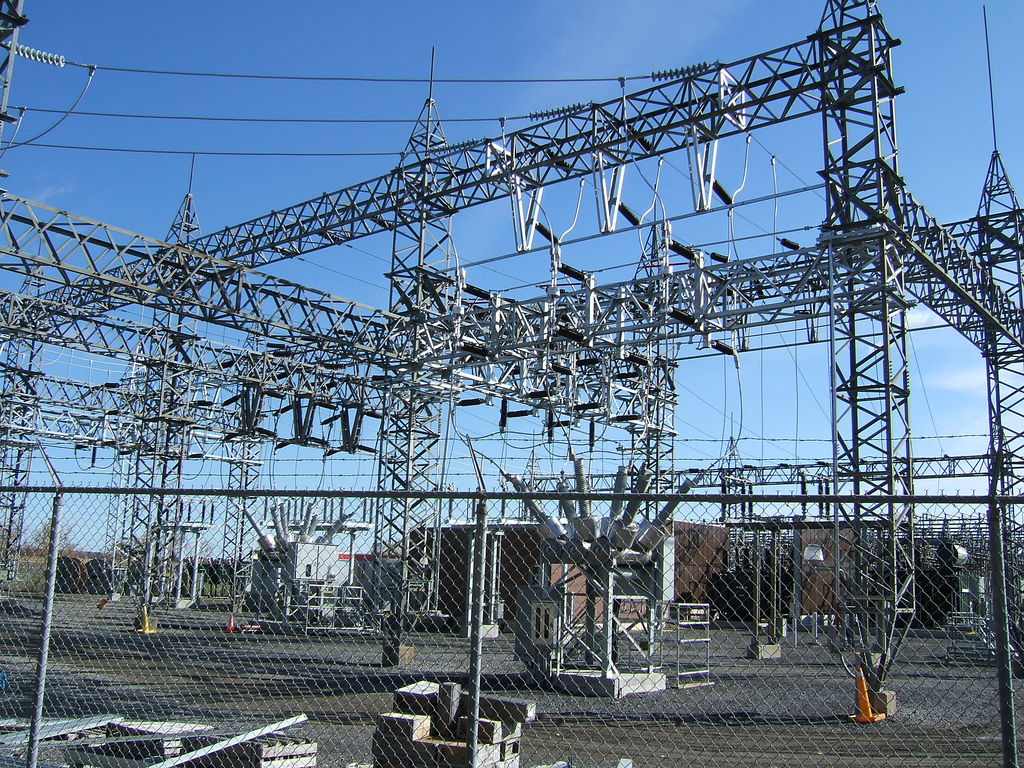
Le poste Saint-Sulpice d'Hydro-Québec TransÉnergie, situé à L'Assomption.

Au chapitre du transport de l'électricité, la division TransÉnergie d'Hydro-Québec exploite le plus vaste réseau de transport de l'électricité en Amérique du Nord. Le réseau a la particularité d'être organisé autour de grands axes à très haute tension (735 kV ou ±450 kV c.c.) qui relient les centres de production éloignés — de la Côte-Nord, du Nord-du-Québec ou du Labrador —, aux grands centres de consommation de Québec et Montréal.
Ce schéma de distribution particulier fait en sorte que le Québec gère un réseau électrique distinct, relié au réseau de l'est du continent par une série de 19 interconnexions, dont plusieurs interconnexions dos à dos à courant continu. L'interconnexion du Québec est reconnue par l'organisme responsable de la fiabilité du réseau électrique nord-américain, le North American Electric Reliability Corporation (NERC) et le conseil de coordination des réseaux du nord-est du continent, le Northeast Power Coordinating Council. Ces deux organismes accordent au Québec le statut de réseau à part entière, à l'instar du réseau ERCOT, au Texas, du réseau autonome de l'Alaska et des grandes interconnexions de l'est et de l'ouest du continent.
En 2007, à la suite de l'Energy Policy Act of 2005, une politique du gouvernement fédéral des États-Unis qui impose des normes de fiabilité obligatoires aux réseaux de transport de l'électricité aux États-Unis, la Régie de l'énergie du Québec a mandaté l'unité de Contrôle des mouvements d'énergie (CME) de TransÉnergie en tant que coordonnateur de fiabilité du réseau électrique québécois. En vertu de cette désignation, le CME est responsable de faire appliquer les règles nord-américaines au Québec en plus des règles supplémentaires qu'elle peut instituer afin de tenir compte du contexte particulier du Québec.

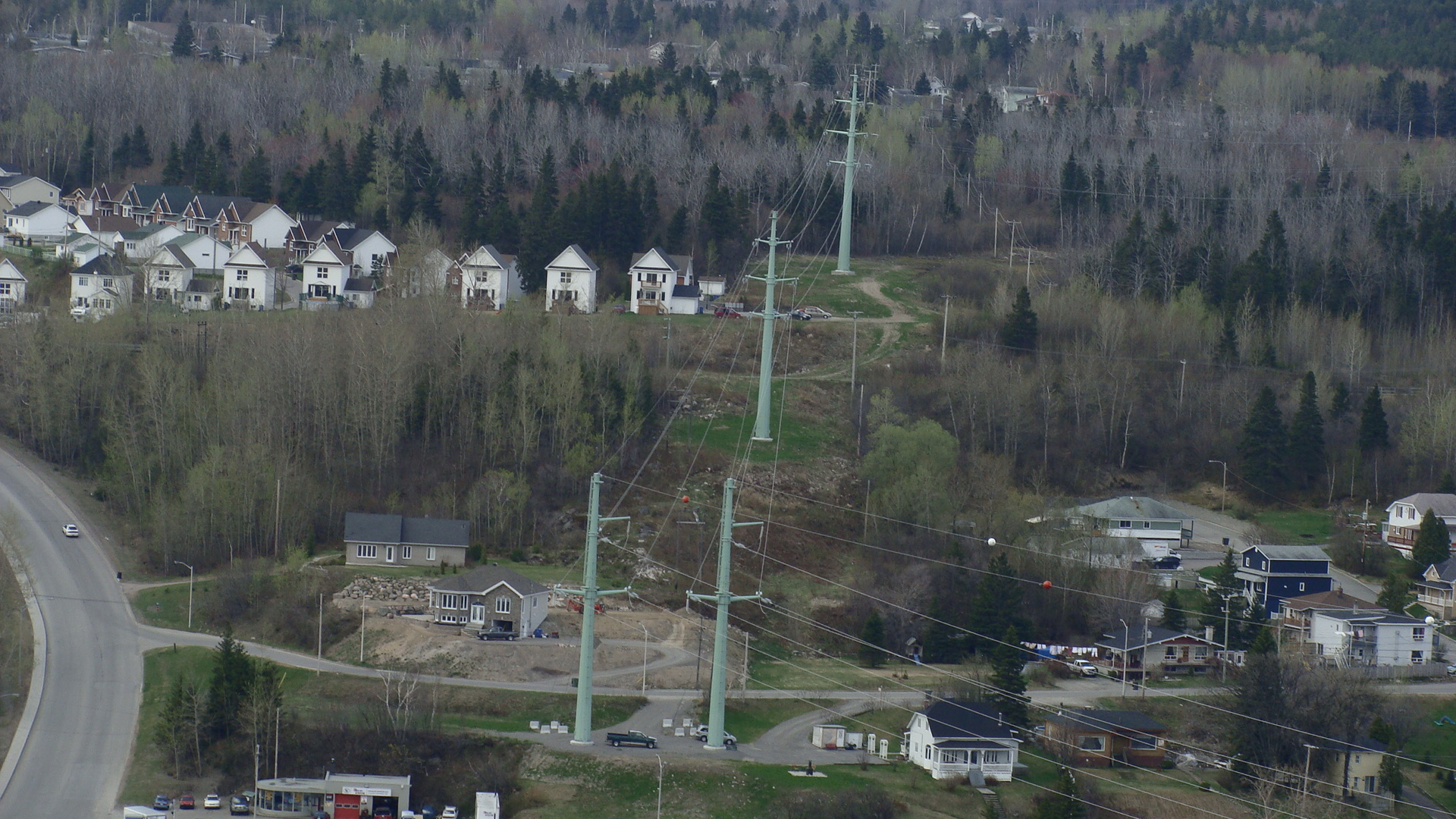
Pylônes près de la rivière Saguenay, dans les environs de la côte Réserve de Chicoutimi.

Au 31 décembre 2011, le réseau de TransÉnergie était long de 33 630 km et comportait 514 postes, répartis comme suit :
- 765 et 735 kV: 11 422 km, 38 postes;
- 450 kV: c.c.: 1 218 km, 2 postes;
- 315 kV: 5 255 km, 65 postes;
- 230 kV: 3 223 km, 51 postes;
- 161 kV: 2 122 km, 44 postes;
- 120 kV: 6 761 km, 217 postes;
- 69 kV et moins: 3 629 km, 97 postes.

#### Exportations et importations d'électricité

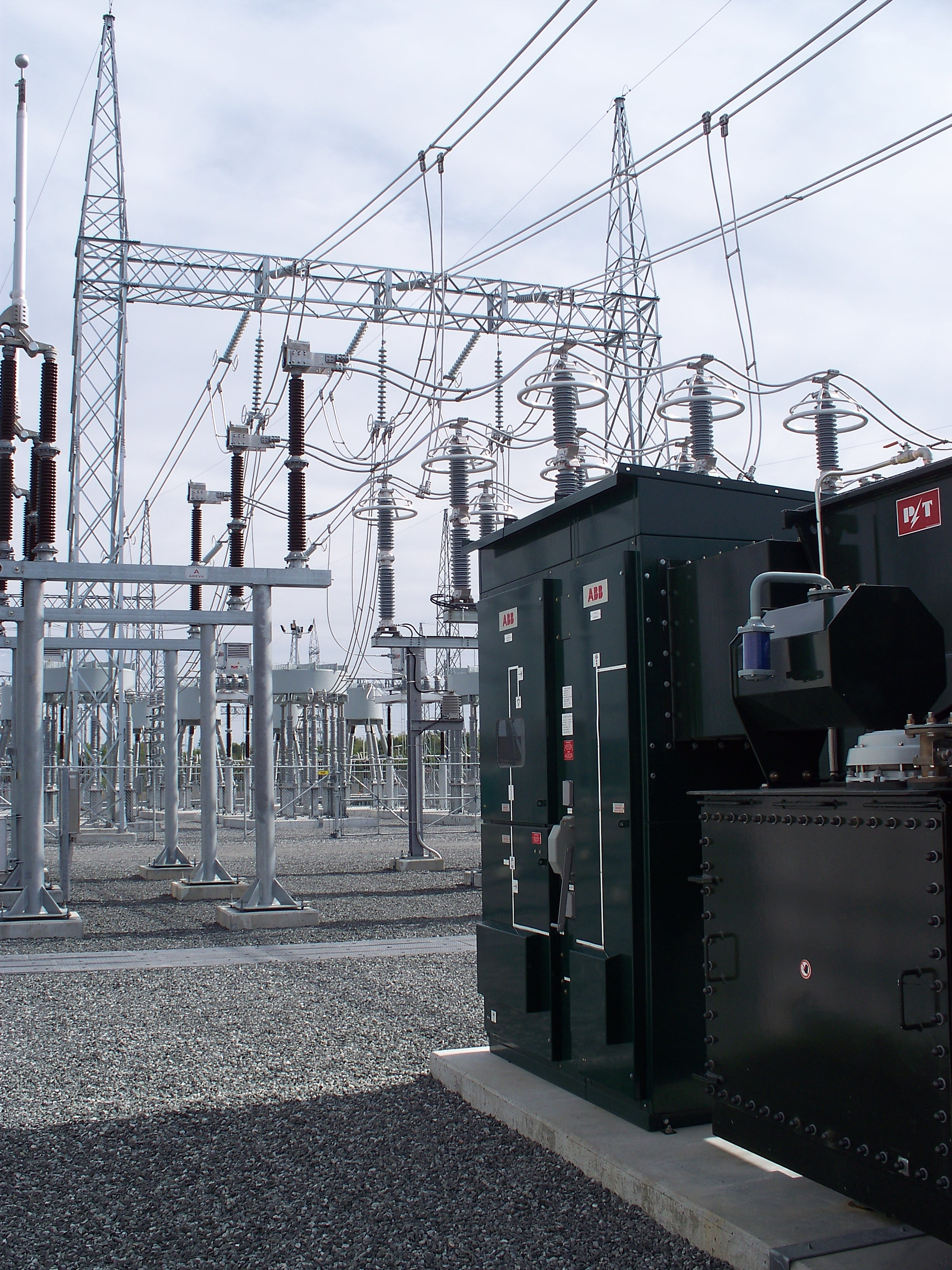
Le nouveau poste Outaouais d'Hydro-Québec TransÉnergie, à L'Ange-Gardien. Cette interconnexion permet de synchroniser l'électricité produite au Québec au réseau d'Hydro One en Ontario. Le poste HVDC dos à dos permettra d'exporter jusqu'à 1250 MW d'électricité à compter de 2010.

Reconnu pour ses exportations d'électricité, le Québec est paradoxalement un importateur net d'énergie électrique depuis de nombreuses années, puisque la production achetée de la centrale de Churchill Falls par Hydro-Québec, qui en est partiellement propriétaire, est supérieure aux quantités vendues en Ontario, au Nouveau-Brunswick ainsi que dans les États de New York et de la Nouvelle-Angleterre.
Les premières exportations électriques du Québec datent de la mise en service de la centrale des Cèdres en 1915. Ce projet conjoint de la Montreal Light, Heat and Power et la Shawinigan Water and Power Company a été rendu possible par un contrat de vente de 60 % de la production à l'aluminerie d'Alcoa à Massena, New York et la construction d'une ligne de transport de 72 km en territoire canadien et 9,5 km en territoire américain.
En 1926, l'Assemblée législative adopte la Loi sur l'exportation du pouvoir électrique, dite Loi Taschereau, qui interdisait l'exportation de l'électricité ou la construction d'infrastructures destinées à la vendre à l'extérieur du Canada. La Loi Taschereau est remplacée en 1964 par la Loi sur l'exportation de l'électricité qui comme la précédente, prévoyait que tout contrat de concession de force hydraulique appartenant au Québec devait prévoir une clause qui interdisait les exportations d'électricité. La loi de 1964 réserve toutefois le droit au gouvernement de permettre certaines exceptions, une disposition semblable à ce qu'avait adopté le gouvernement fédéral en mettant sur pied l'Office national de l'énergie.
Le développement d'un commerce international de l'électricité entre le Québec et les États-Unis ne démarrera vraiment qu'après le choc pétrolier de 1973. Avec le développement du Projet de la Baie-James et l'intention déclarée du premier ministre Bourassa d'en financer la construction grâce aux exportations, des nouvelles infrastructures de transport se révélaient être une nécessité. La première ligne destinée à l'exportation, une ligne à 765 kV entre Châteauguay et Marcy, près d'Utica, permet à Hydro-Québec de transiger directement avec son voisin du sud, en synchronisant une partie de la centrale de Beauharnois au réseau de la Power Authority of the State of New York (NYPA).
La mise en service des premières centrales de la Baie James survient au moment où la croissance de la demande s'infléchit en raison de la récession du début des années 1980. Le Québec choisit de diversifier ses marchés en construisant une nouvelle ligne à courant continu de 450 kV, d'une capacité de 2 000 MW entre la Baie James et le Massachusetts. Le réseau multiterminal à courant continu sera mis en service en 1992, après deux ans et demi de retard provoqué par l'opposition d'un groupe de citoyens,.
La restructuration du marché de l'électricité nord-américain et l'ouverture de marchés de l'électricité dans l'État de New York, en Nouvelle-Angleterre ouvrent de nouvelles perspectives aux exportations québécoises.
|                                             | 1981   | 1986   | 1991   | 1996   | 2001   | 2006   | 2009   |
| ------------------------------------------- | ------ | ------ | ------ | ------ | ------ | ------ | ------ |
| Livraisons aux États-Unis                   | 8 314  | 12 674 | 5 957  | 15 251 | 14 924 | 11 712 | 18 637 |
| Livraisons au Canada                        | 10 211 | 14 387 | 4 109  | 4 370  | 2 158  | 2 111  | 8 840  |
| Total des livraisons                        | 18 525 | 27 061 | 10 066 | 19 621 | 17 082 | 13 823 | 27 477 |
| Réceptions des États-Unis                   | 7      | 35     | 730    | 546    | 3 471  | 2 534  | 1 057  |
| Réceptions du Canada, sauf chutes Churchill | 58     | 31     | 1 507  | 1 306  | 2 246  | 4 950  | 2 621  |
| Total des réceptions, sauf chutes Churchill | 65     | 66     | 2 237  | 1 852  | 5 717  | 7 484  | 3 677  |
| Réception des chutes Churchill              | 35 941 | 30 696 | 26 367 | 25 779 | 29 719 | 31 348 | 28 332 |

## Énergies fossiles

### Pétrole

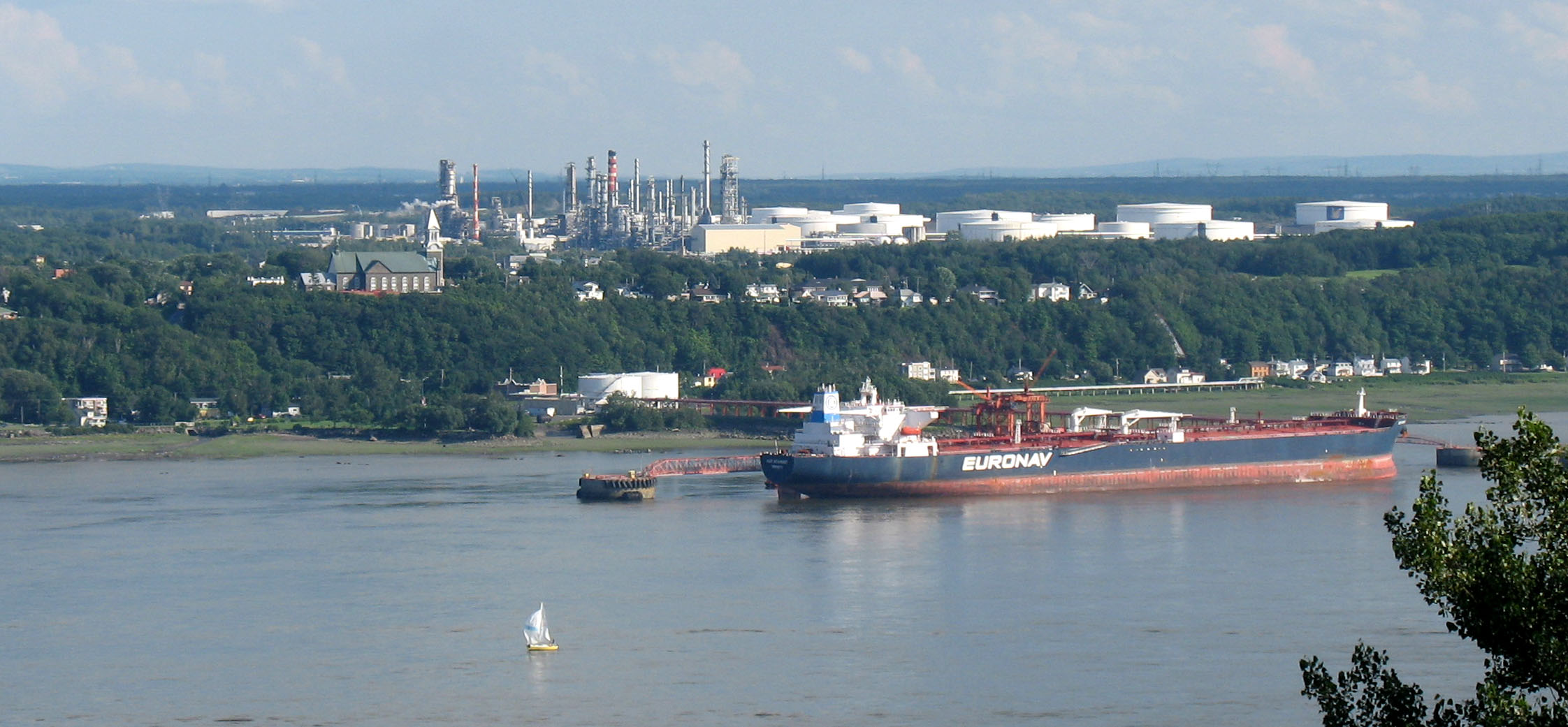
Le pétrole brut est livré par pétrolier à la raffinerie Jean-Gaulin de Valero à Lévis. D'une capacité de 265000 barils par jour, elle est la plus importante des trois raffineries en exploitation au Québec.

La part du pétrole dans le bilan énergétique québécois a largement diminué depuis les chocs pétroliers de 1973 et de 1979, passant de 56,3 % à 39,1 % de la consommation totale entre 1981 et 2009. Cette consommation a également chuté en chiffres absolus, passant de 19,2 à 15,2 millions de tonnes d'équivalent pétrole (tep) durant cette période.
Entre 1987 et 2006, le pétrole consommé au Québec provenait principalement de la mer du Nord. Cette situation a été ensuite changée, alors que les importations d'Afrique (Algérie et Angola) ont dépassé les arrivages en provenance du Royaume-Uni et de la Norvège, qui ne représentaient plus que 20 % des volumes. À ce moment, l'Algérie constituait le principal pays fournisseur, avec 28,1 % du marché québécois. Les importations de pétrole brut provenant d'Afrique ou des gisements de la mer du Nord (Royaume-Uni et Norvège) ont toutefois été progressivement remplacées, depuis 2015, par le pétrole brut en provenance de l'Ouest canadien et des États-Unis. Pour la première fois en 2019, le Québec n'a enregistré aucune importation de pétrole brut provenant de l'extérieur de l'Amérique du Nord, alors que 38% de ses importations provenait de l'Ouest canadien et 62% des États-Unis.
Selon un sondage Ipsos datant de 2021, 43% des québécois pensent que le Québec devrait exploiter ses ressources pétrolières plutôt que d'en importer pour la consommation.

#### Raffinage

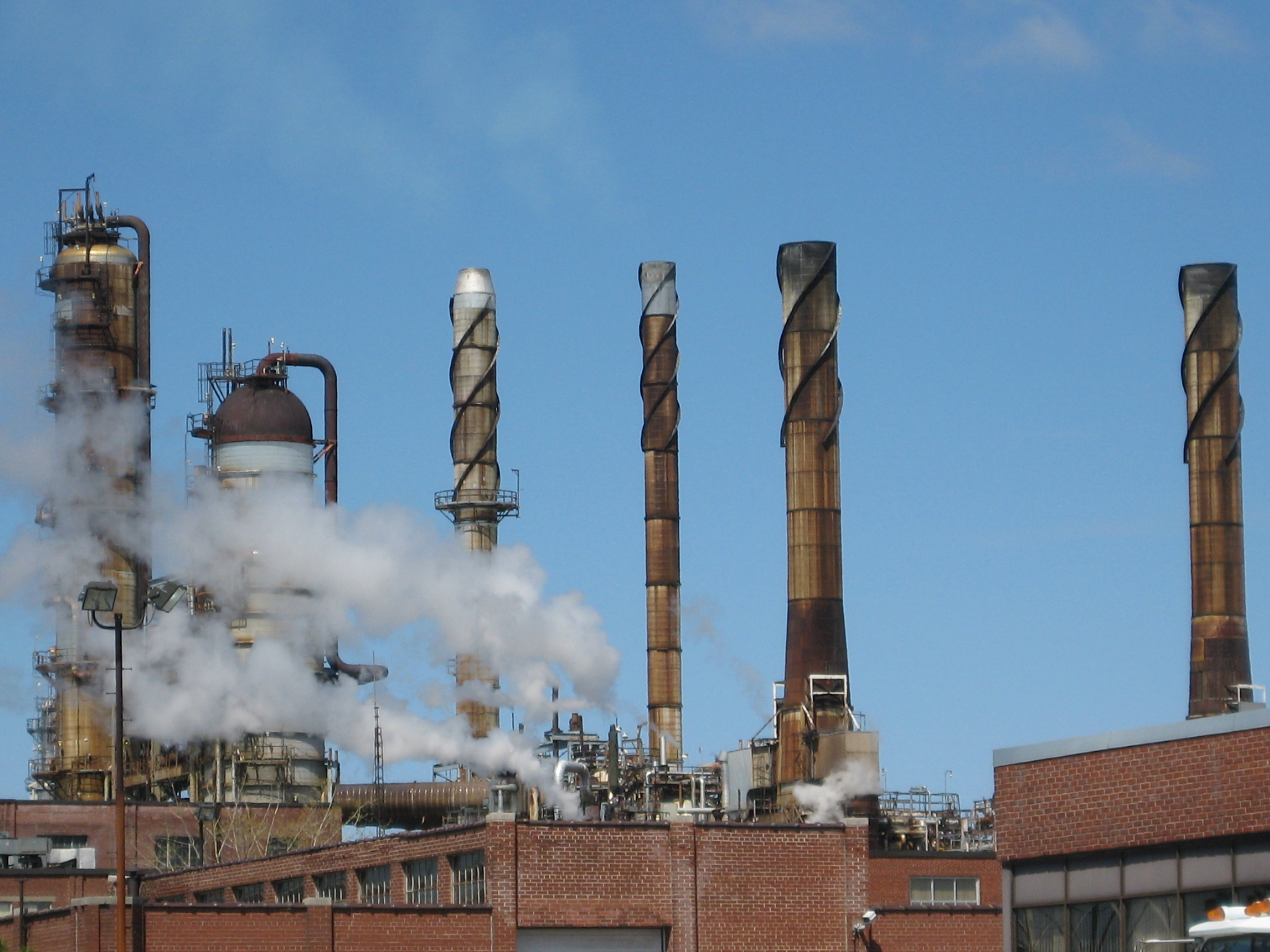
La raffinerie Shell à Montréal-Est en 2007. Elle est fermée en octobre 2010.

Il existe deux raffineries de pétrole au Québec, qui ont une capacité combinée d'environ 405 000 barils par jour (bbl/j). La plus grande, la raffinerie Jean-Gaulin de Valero Energy, située dans l'arrondissement de Saint-Romuald de la ville de Lévis possède une capacité de 265 000 bbl/j. Sa situation en aval de Montréal lui permet d'accueillir des pétroliers d'une capacité maximale d'un million de barils à longueur d'année, ce qui lui procure un avantage sur sa concurrente située en amont sur le fleuve. L'autre raffinerie québécoise est celle de Suncor (compagnie ayant fusionné avec Pétro-Canada) située à Montréal-Est. Elle a une capacité de 140 000 bbl/j.
Au début des années 1980, 7 raffineries étaient en activité au Québec. Depuis ce temps, les raffineries de Gulf (en 1985 ; 77 000 bbl/j), BP (en 1983 ; 71 000 bbl/j), Texaco (en 1982 ; 75 000 bbl/j) et Esso (en 1983 ; 106 000 bbl/j) ont toutes fermé leurs portes. Le 7 janvier 2010, Shell a annoncé la conversion de sa raffinerie en terminal d'essence, de carburants diesel et d'aviation. Ses opérations de raffinage ont cessé en octobre 2010, ce qui a entraîné une baisse de 23,4 % de la capacité de raffinage totale de la province. Celle-ci demeure tout de même stable par rapport à 1980, compte tenu de la hausse de la production des installations restantes.
En 2009, les trois raffineries québécoises encore actives produisaient à elles seules 3,9 millions de tonnes de dioxyde de carbone équivalent par année, soit près de 5 % de tous les gaz à effet de serre produits au Québec.

### Gaz naturel

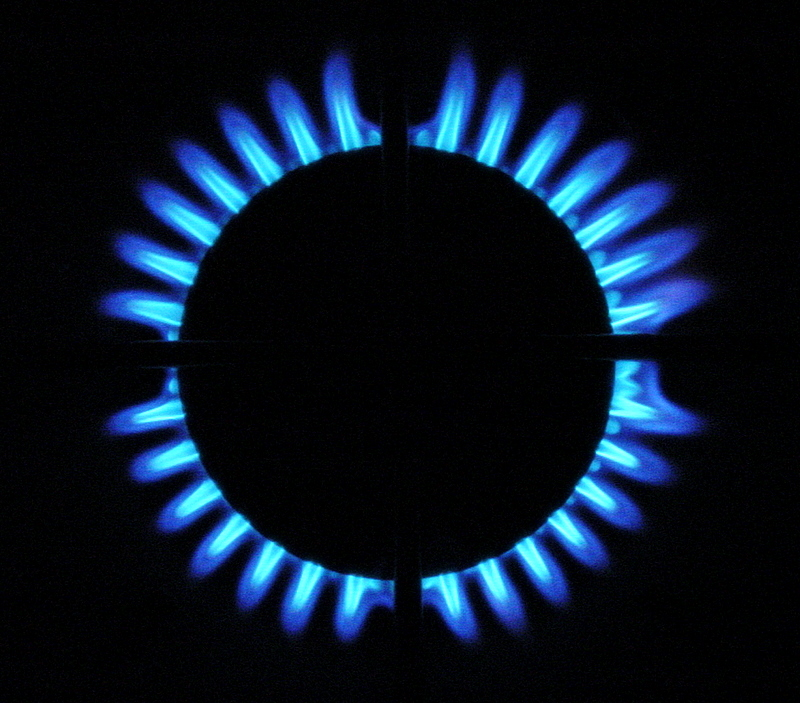
Deux entreprises se partagent la distribution du gaz naturel au Québec.

Énergir, anciennement Gaz Métro, a le monopole de la distribution du gaz naturel au Québec, à l'exception de la ville de Gatineau, qui est desservie par Gazifère, une filiale d'Enbridge. Les réseaux des deux entreprises sont alimentés à partir du gazoduc de TransCanada.
Le réseau d'Énergir consiste en 8 300 km de conduites de distribution et 850 km de conduites de transport, qui desservent la vallée du Saint-Laurent, jusqu'à Québec, les Laurentides, l'Estrie, la Beauce, le Saguenay–Lac-Saint-Jean et les principales villes de l'Abitibi.
À la suite de l'invasion de l'Ukraine par la Russie en 2022 et de la hausse subséquente des prix des hydrocarbures, des politiciens conservateurs et l’Institut économique de Montréal (IEDM), un organisme financé en partie par l’industrie pétrolière, ont plaidé pour la relance du projet de GNL Québec pour assurer l’approvisionnement énergétique de l’Europe. L’idée de permettre l’exploitation du gaz naturel au Québec à des fins d’exportation a également été mise en avant. En 2022, un sondage Ipsos révélait que 52 % des Québécois préféreraient exploiter leurs propres ressources pétrolières et gazières, contre 28 % qui souhaiteraient importer tout le pétrole et le gaz naturel consommé dans la province.

#### Pipelines

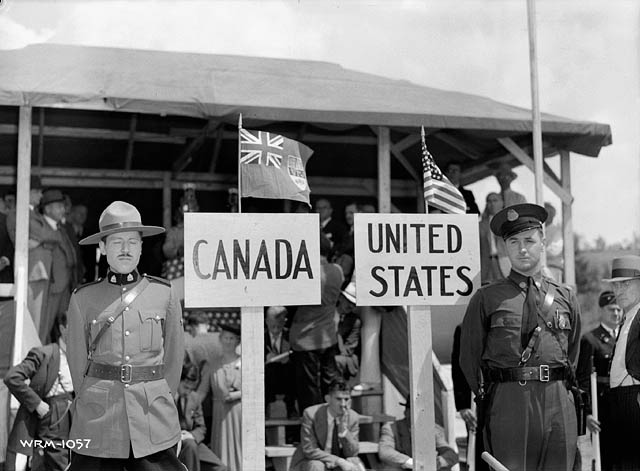
Cérémonie d'inauguration du pipeline Portland-Montréal en 1941.

Les deux raffineries de Montréal reçoivent une partie de leur alimentation en brut de Portland, Maine grâce à une série d'oléoducs exploités par Pipe-lines Portland Montréal (PLPM). L'oléoduc, d'une longueur de 378 km, a été inauguré à l'automne 1941. Il est constitué de trois canalisations de 610, 457 et 324 millimètres de diamètre, mais la plus petite des trois a été nettoyée et retirée du service en 1984. Le PLPM permet d'acheminer 525 000 barils de brut quotidiennement. Le gouvernement du Québec a autorisé la construction d'un troisième oléoduc, le pipeline Saint-Laurent, entre Lévis et Boucherville en banlieue de Montréal.

### Exploration
Bien que certains travaux d'exploration aient été menés dans les années 1950 par les compagnies Esso et Shell, une société publique, la Société québécoise d'initiatives pétrolières (SOQUIP) a été l'une des pionnières en matière d'exploration du potentiel pétrolier et gazier du Québec. Dès 1969, la SOQUIP a effectué des forages dans la région au nord-est de Trois-Rivières en Mauricie ainsi qu'en Gaspésie.

## Énergies alternatives

### Biomasse
L'utilisation de la biomasse au Québec fait l'objet d'une attention particulière des pouvoirs publics depuis ces dernières années. En février 2009, le gouvernement du Québec publiait un plan d'action énonçant quatre objectifs en matière d'utilisation de la biomasse forestière, dont son utilisation accrue dans le secteur énergétique, afin d'augmenter la cogénération à partir du bois et de ses résidus et la création d'une filière de bioraffinage pour produire des produits de remplacement dans l'industrie chimique à partir de cellulose.
Un des leaders dans ce domaine est la société Enerkem de Sherbrooke. Fondée par le professeur de chimie québécois d'origine catalane Esteban Chornet et son fils Vincent, l'entreprise a développé un procédé de gazéification et de conditionnement du gaz synthétique qui permet de fabriquer de l'éthanol cellulosique à une échelle industrielle à partir d'une vingtaine de matières premières, dont les résidus de bois, les matériaux de construction, le bois traité et les déchets solides. Les recherches du professeur Chornet à l'Université de Sherbrooke envisagent aussi l'utilisation du peuplier faux-tremble et la culture d'une souche de saule comme matériau de base des biocarburants de seconde génération.
La technologie de l'entreprise québécoise est utilisée depuis 2009 dans une usine modèle située à Westbury, en Estrie, qui a une capacité annuelle de 5 millions de litres d'éthanol, à raison de 360 litres de carburant par tonne de matière première. Un autre projet, réalisé en partenariat avec la ville d'Edmonton et un producteur d'éthanol, Ethanol GreenField, a également été annoncé en 2008. L'entente prévoit la construction d'une usine de 70 millions de dollars pour traiter une partie des déchets de la capitale albertaine. Le contrat de 25 ans prévoit une production de 36 millions de litres de biocarburant par année.
De son côté, Hydro-Québec Distribution a lancé un appel d'offres en 2009 afin d'acheter la production de nouvelles installations de cogénération à la biomasse, pour une capacité totale installée de 125 mégawatts pour une période allant de 15 à 25 ans. Ces nouvelles installations devraient être en service d'ici le 1er décembre 2012.

#### Chauffage au bois

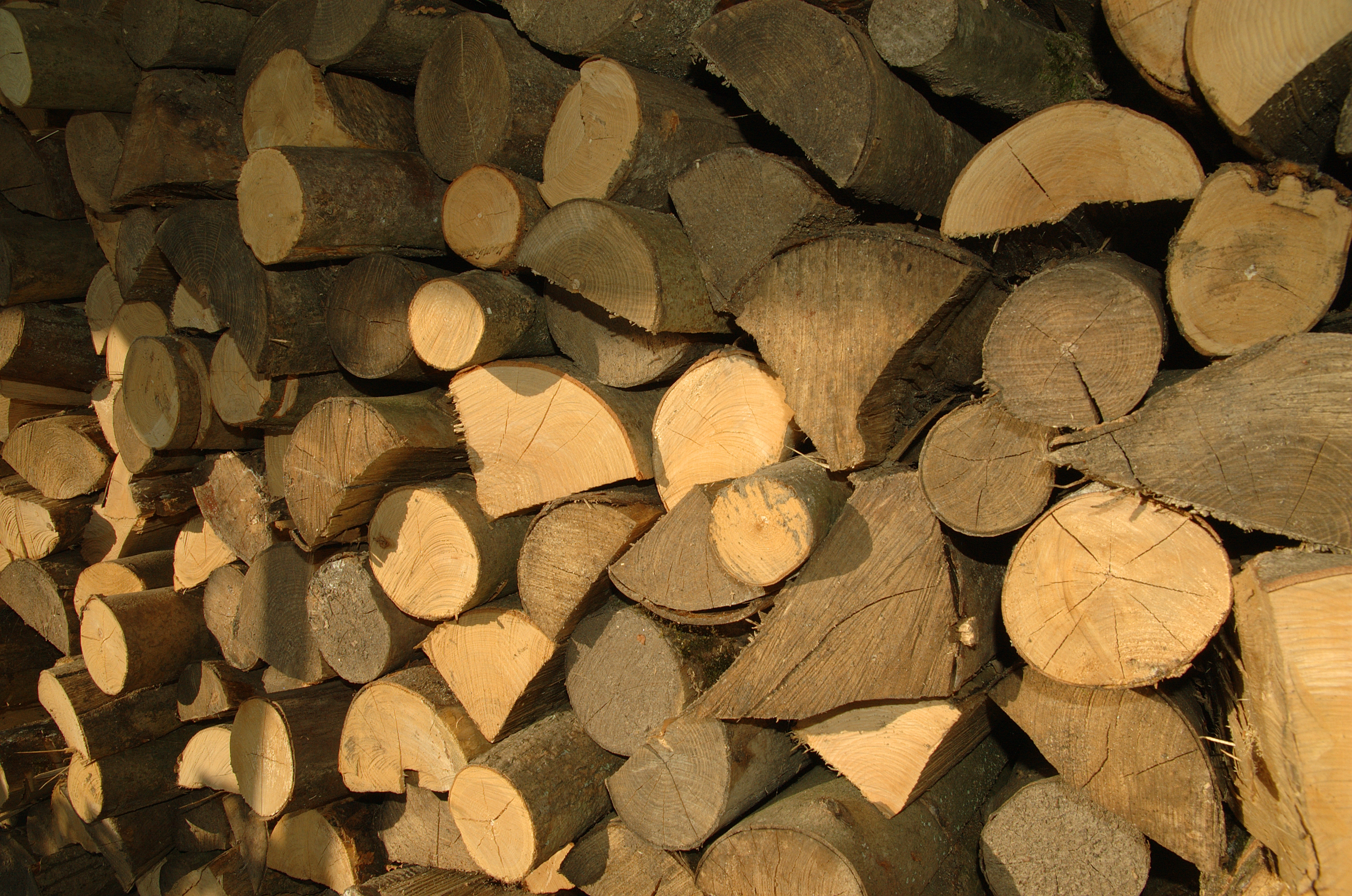
Bois de chauffage.

Le chauffage au bois connaît un regain de popularité au Québec depuis les années 1980 et en particulier depuis la crise du verglas de 1998. Selon des données de Statistique Canada, le nombre de foyers équipés de poêles à bois a augmenté de 60 % entre 1987 et 2000 sur le territoire de la ville de Montréal. En 2007, la ville de Montréal évaluait que 85 241 poêles à bois étaient installés dans des résidences de l'île de Montréal, dont 50 550 sur le territoire de la métropole québécoise.
Depuis le début des années 2000, la situation inquiète les autorités, qui ont conduit des études afin de déterminer l'impact de cette forme de chauffage sur la pollution atmosphérique. Selon une étude menée conjointement par le gouvernement du Québec, la ville de Montréal et le gouvernement du Canada, les émissions de particules fines de ces appareils de combustion domestique constitueraient la principale cause des épisodes de mauvaise qualité de l'air à Montréal durant les mois d'hiver, estimant que 47 % des émissions de PM2.5 émises au Québec proviendrait de cette forme de combustion.
L'importance du phénomène a incité la ville de Montréal à proposer un règlement afin d'encadrer cette forme de chauffage. Cependant, l'opposition des conseillers municipaux des quartiers où cette forme de chauffage est la plus populaire a obligé l'administration du maire Gérald Tremblay à en diluer la portée.

### Géothermie
Le Québec ne dispose pas de source d'énergie géothermique à haute température sur son territoire, ce qui limite l'exploitation de cette technologie pour produire de l'électricité. Cependant, l'installation de systèmes de chauffage géothermiques à basse température est en progression depuis la fin des années 1990, en particulier dans le secteur tertiaire.
Dans le secteur résidentiel, Hydro-Québec et les gouvernements canadien et québécois accordent des subventions pouvant aller jusqu'à 7 675 dollars pour les projets de rénovation qui comprennent l'ajout d'un système de pompe à chaleur à une résidence chauffée à l'électricité. L'installation d'un système dans une nouvelle construction est également subventionnée par le distributeur d'électricité, à hauteur de 2 800 dollars.
L'incorporation des systèmes de géothermie à détente directe (DX) dans la norme canadienne CSA/C-448 en octobre 2009 et leur admissibilité aux programmes de subvention devrait augmenter le nombre de systèmes à certifier au cours des prochaines années.

### Solaire
L'énergie solaire est généralement méconnue et laissée pour compte par les programmes gouvernementaux de développement des énergies renouvelables au Québec. Les tarifs d'électricité relativement bas et l'absence de programmes incitatifs peuvent expliquer le peu d'engouement pour cette forme d'énergie.
Contrairement à l'Ontario, qui subventionne le kilowatt-heure solaire produit par les auto-producteurs en l'achetant à des prix variant entre 44,3 et 80,2 cents, le programme de mesurage net d'Hydro-Québec, établi en juillet 2006, accorde à ce type de client un crédit équivalant à l'énergie injectée sur le réseau, c'est-à-dire de 5,3 à 7,5 cent/kWh au tarif résidentiel. En janvier 2008, seulement 7 clients de l'entreprise publique avaient adhéré au programme. Pourtant, avec 2 200 heures, le nombre d'heures d'ensoleillement par année est plus élevé à Montréal qu'à Berlin ou Tokyo, capitales de deux pays qui font figure de pionniers dans ce domaine.
L'Agence de l'efficacité énergétique du Québec a lancé un projet pilote afin d'installer 1 000 chauffe-eau solaires d'ici 2010. Les systèmes, dont le coût varie entre 5 500 et 7 500 dollars, peuvent fournir entre 40 et 60 % de la consommation d'eau chaude d'un ménage et permettraient d'économiser annuellement environ 200 dollars sur une facture d'électricité typique.
Si le Québec est lent à adopter l'énergie solaire, certains acteurs de l'industrie s'y implantent néanmoins. En août 2008, l'entreprise norvégienne Renewable Energy Corporation (REC), troisième producteur mondial de silicium polycristallin, un composant de base des panneaux solaires, a annoncé un investissement de 1,2 milliard de dollars à Bécancour pour y construire une usine qui produira annuellement 13 000 tonnes de ce composé. L'usine qui ouvrira ses portes en 2012, créera 300 emplois.

## Consommation d'énergie
En 2009, le Québec consommait 39,03 millions de tonnes d'équivalent pétrole ou 1 634 264 térajoules, réparties comme suit : 182,7 TWh d’électricité; 17,4 milliards de  litres de produits pétroliers ; 5,3 milliards de  mètres cubes de gaz naturel ; 550 000 tonnes de charbon et de coke et 2,878 millions de  tep de biomasse.
La demande d'énergie, qui a crû à un taux annuel de 0,84 % par année au cours des 25 dernières années, est inférieure à la croissance du produit intérieur brut du Québec. Il en résulte une réduction de l'intensité énergétique de l'économie québécoise, qui est passée de 10,17 à 7,10 gigajoules par 1 000 dollars de production en dollars constants de 2002. Cette réduction peut s'expliquer par une amélioration de l'efficacité énergétique, mais le ministère des Ressources naturelles et de la Faune du Québec, qui compile les statistiques énergétiques québécoises, note « que les variations de température ou même des changements structurels ou conjoncturels dans l’économie peuvent également faire varier l’intensité énergétique ».
|                                | 1961   | 1966   | 1971   | 1976   | 1981   | 1986   | 1991   | 1996   | 2001   | 2006   | 2009   | 2010   | 2011    | 2012   | 2013   |
| ------------------------------ | ------ | ------ | ------ | ------ | ------ | ------ | ------ | ------ | ------ | ------ | ------ | ------ | ------- | ------ | ------ |
| Consommation finale (en Mtep)  | 16,989 | 22,887 | 28,702 | 32,689 | 34,134 | 32,900 | 34,064 | 37,699 | 38,949 | 40,306 | 39,034 | 39,410 | 40,4730 | 39,347 | 39,973 |
| Consommation finale (en PJ)    | 711    | 958    | 1 201  | 1 369  | 1 429  | 1 378  | 1 426  | 1 578  | 1 630  | 1 686  | 1 790  | 1 650  | 1 695   | 1 647  | 1 674  |
| GJ par habitant                |        |        |        |        | 218,21 | 205,33 | 201,88 | 217,80 | 220,46 | 220,55 | 208,76 | 204,69 | 208,92  | 202,13 | 204,71 |
| GJ par 1 000 CAD de production |        |        |        |        | 10,17  | 8,72   | 8,42   | 8,64   | 7,47   | 7,04   | 6,62   |        |         |        |        |

### Consommation d'énergie par forme

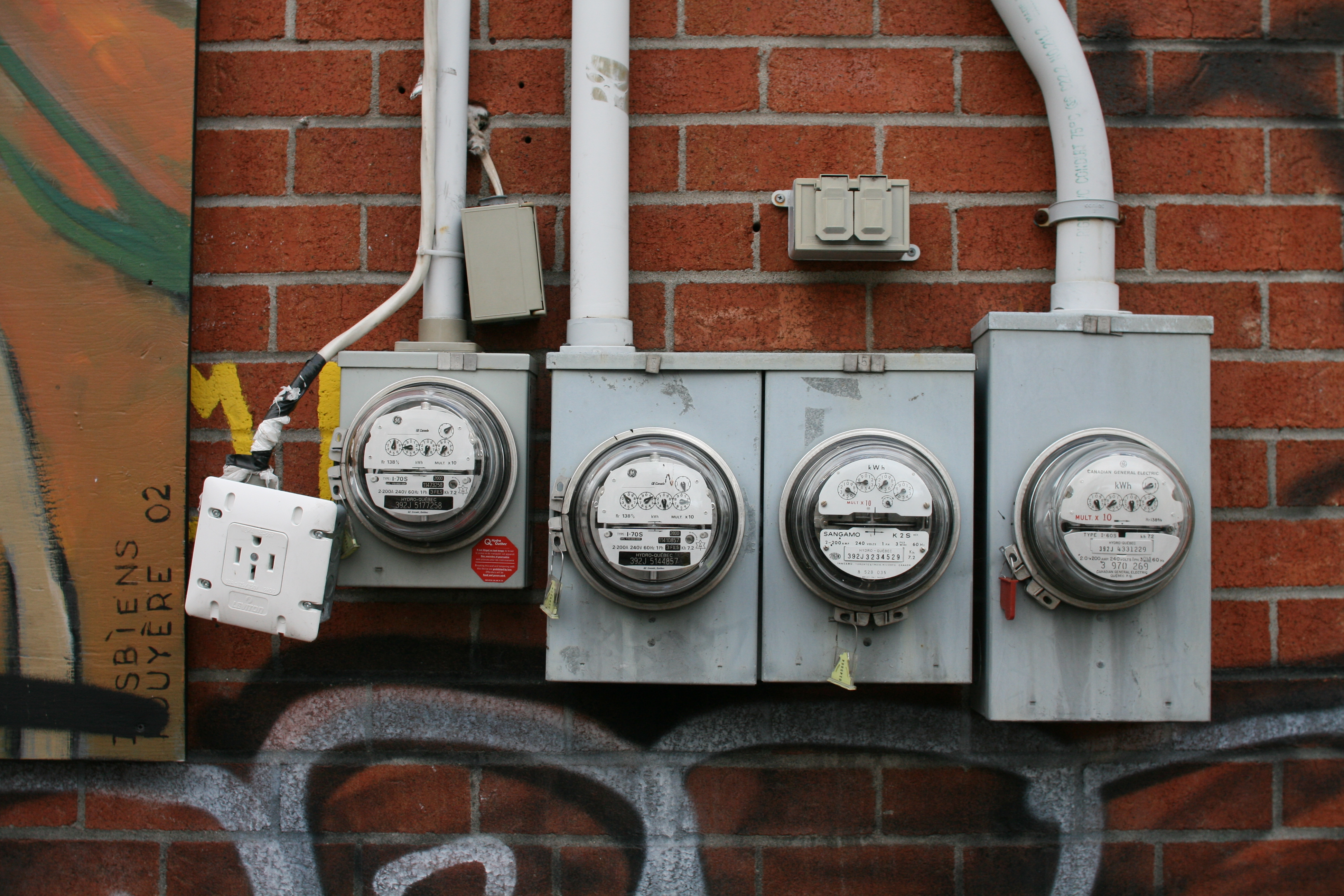
Les Québécois ont consommé 192.7 TWh d'électricité en 2006, ce qui représente 40,4 % de la demande énergétique totale.

Les choix énergétiques des Québécois ont évolué de manière importante depuis une cinquantaine d'années. La consommation totale de produits pétroliers énergétiques est passée de 61 millions de barils en 1958 à 160 millions en 1973, pour une augmentation moyenne annuelle de 6,7 % durant cette période, alors que la consommation d'électricité n'a crû que de 5,4 %, passant de 34 à 75 TWh. Les chocs pétroliers de 1973 et de 1979 ont cependant eu un impact considérable sur la consommation énergétique au Québec.
Après un rattrapage qui a duré deux décennies, l'électricité est devenue la forme d'énergie la plus consommée au Québec. Cet effet de substitution est particulièrement visible au cours des années 1980, alors que la part du pétrole a chuté de 56,3 % à 38,6 % de la consommation totale. Cette diminution de la consommation de pétrole s'est faite au profit de l'électricité, dont la part dans le bilan énergétique québécois s'est accrue de 28 % à 37,7 % durant la même période. Les parts relatives des deux formes d'énergie sont demeurées relativement stables au cours des années 1990, mais l'électricité a finalement dépassé le pétrole à compter de 2001.
Les parts relatives du gaz naturel (8,4 % en 1981 ; 12,6 % en 2006) et de la biomasse (6,1 % en 1981 ; 9,4 % en 2006) ont également profité du déclin net de la consommation des produits pétroliers pour augmenter leurs parts de marché au cours des 25 dernières années.
En termes absolus, la consommation de pétrole (–21,4 %) et celle de charbon (–9,6 %) ont chuté depuis 1981 alors que la demande intérieure d'électricité (+73,4 %), de gaz naturel (+80,4 %) et de biomasse (+84,6 %) a fortement augmenté entre 1981 et 2006.
|             | 1961    | 1966    | 1971      | 1976      | 1981      | 1986      | 1991      | 1996      | 2001      | 2006      | 2009      |
| ----------- | ------- | ------- | --------- | --------- | --------- | --------- | --------- | --------- | --------- | --------- | --------- |
| Charbon     | 94 625  | 53 122  | 24 309    | 23 193    | 17 311    | 16 483    | 16 621    | 17 187    | 18 635    | 15 557    | 15 732    |
| Pétrole     | 444 083 | 683 188 | 887 570   | 962 356   | 804 697   | 545 968   | 550 175   | 590 331   | 623 915   | 635 462   | 638 307   |
| Gaz naturel | 27 760  | 36 310  | 57 364    | 85 184    | 119 611   | 189 378   | 203 691   | 235 471   | 200 223   | 215 323   | 205 131   |
| Électricité | 144 774 | 185 542 | 232 376   | 297 376   | 399 958   | 502 433   | 537 914   | 597 781   | 635 460   | 693 610   | 654 791   |
| Biomasse    |         |         |           |           | 87 215    | 123 176   | 117 775   | 137 612   | 152 475   | 127 580   | 120 504   |
| Total       | 711 242 | 958 162 | 1 201 620 | 1 368 508 | 1 428 792 | 1 377 438 | 1 426 576 | 1 578 380 | 1 630 708 | 1 687 533 | 1 634 265 |

### Consommation d'énergie par secteur d'activité
Le secteur industriel est le principal utilisateur d'énergie au Québec. En 2006, ce secteur accapare 40,3 % de la consommation totale. Il est suivi du secteur des transports avec 24,7 %, le secteur résidentiel qui compte pour 18,4 % ; le secteur commercial ferme la marche avec 16,6 % de la consommation d’énergie au Québec.
|                        | 1961    | 1966    | 1971    | 1976    | 1981    | 1986    | 1991    | 1996    | 2001    | 2006    | 2007    |
| ---------------------- | ------- | ------- | ------- | ------- | ------- | ------- | ------- | ------- | ------- | ------- | ------- |
| Secteur industriel     | 263 063 | 317 287 | 382 686 | 416 687 | 550 465 | 550 707 | 578 028 | 637 562 | 654 173 | 667 253 | 700 606 |
| Secteur des transports | 194 671 | 265 749 | 329 027 | 405 679 | 385 295 | 324 783 | 343 044 | 384 962 | 412 260 | 440 291 | 478 222 |
| Secteur résidentiel    | 170 629 | 237 446 | 278 679 | 324 046 | 290 789 | 291 952 | 288 355 | 315 480 | 298 832 | 306 040 | 328 596 |
| Secteur commercial     | 54 896  | 132 632 | 194 662 | 213 497 | 197 576 | 207 321 | 216 397 | 239 930 | 264 138 | 285 013 | 299 173 |

#### Secteur industriel

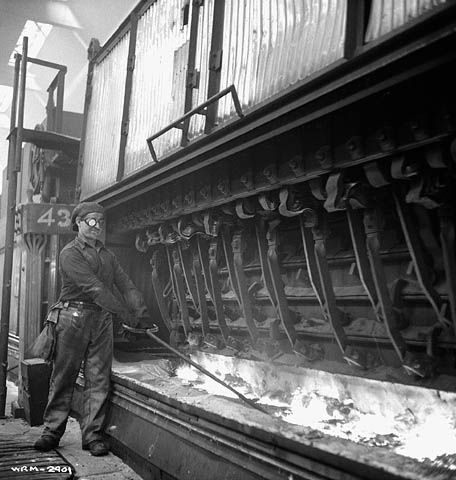
L'industrie de l'aluminium a une longue tradition au Québec.

Le Québec compte plusieurs industries grandes consommatrices d'énergie et leur impact est important sur la consommation de l'ensemble du secteur. Avec une consommation de 5,0 millions de tep chacune en 2006, les industries des pâtes et papiers et de la fonte et de l'affinage des métaux comptent pour 60,3 % de la consommation d'énergie du secteur industriel. Le secteur fonte et affinage, qui comprend la production d'aluminium primaire, a doublé sa consommation d'énergie, qui est passée de 2,355 millions en 1981 à 4,972 millions de tep en 2006. La consommation d'énergie de ce secteur a enregistré la plus forte augmentation de sa consommation d'énergie, avec une hausse annuelle moyenne de 3 % par année, comparativement à 0,9 % en moyenne pour l’ensemble de l'industrie.
En 2009, les clients industriels ont acheté 63,3 TWh d'électricité à Hydro-Québec, soit 38,3 % de toute l'électricité qu'elle a vendu au Québec. Ce chiffre n'inclut pas la production des six centrales de Rio Tinto Alcan ou celle produite par Alcoa, qui possède un intérêt de 40 % dans la centrale McCormick, située près de son aluminerie de Baie-Comeau.

#### Secteur des transports

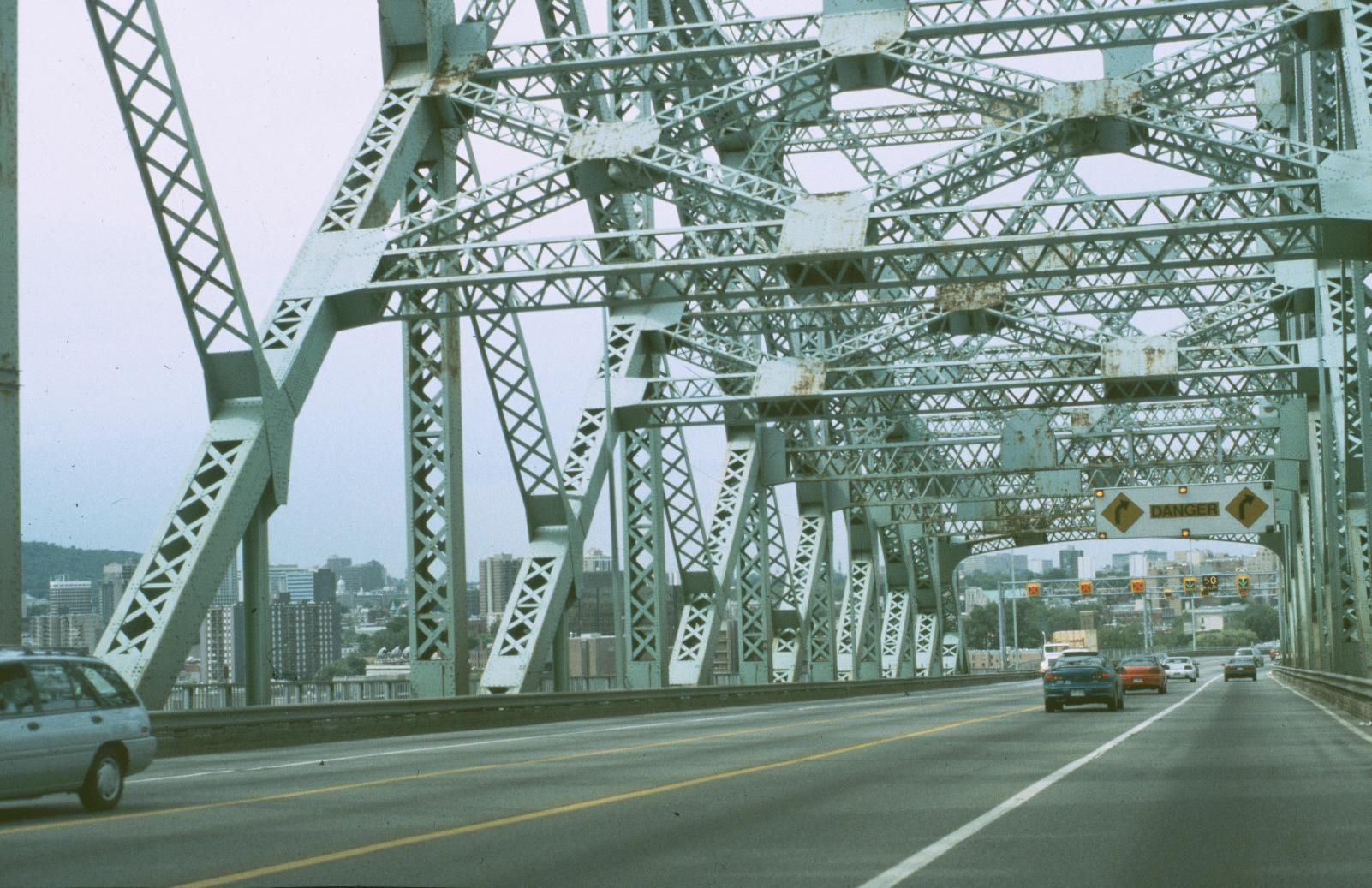
Le pont Jacques-Cartier à Montréal.

Plus de 20 % de toute l'énergie consommée au Québec sert à propulser des véhicules automobiles. Le secteur des transports a consommé plus de 11,5 milliards de litres de produits pétroliers en 2006 et la consommation de carburants fossiles dans ce secteur représente 66,1 % de tous les produits pétroliers consommés au Québec ; 99,8 % de l'énergie consommée dans le secteur des transports est d'origine pétrolière.
Le secteur en plus forte croissance est celui du transport routier des marchandises, qui a connu une progression marquée depuis le début des années 1990. Le volume du transport de marchandises, exprimé en tonnes-kilomètres, s'est établi à 43,49 milliards de tonnes-kilomètres en 2006, soit le double de sa valeur de 1990 (21,15). La consommation de carburants dans ce secteur est passée de 88 900 TJ à 140 700 TJ entre 1990 et 2006, pour une hausse de 58,3 % et les émissions de gaz à effet de serre de ce secteur ont augmenté dans la même proportion.
Le nombre de véhicules sur les routes du Québec a augmenté en moyenne de 3 % par année entre 1981 et 2007, passant de 3 172 056 à 5 539 013. Le nombre de camions légers — une catégorie qui regroupe les fourgonnettes, les véhicules utilitaires sport (VUS) et les camionnettes — en circulation a dépassé le cap du million et s'est accru de 50 000 unités en 2007. Il s'agit d'une croissance cinq fois plus rapide que le nombre d'automobiles immatriculées. Cette progression des camions légers destinés au transport de passagers n'est pas sans conséquence, puisque la consommation de carburant des fourgonnettes, VUS et camionnettes est plus élevée que celle des automobiles. Le rythme de croissance de ce type de véhicule est partiellement responsable de l'augmentation de 33,8 % des émissions de gaz à effet de serre dans le transport routier rapportées par l'inventaire des émissions québécoises de gaz à effet de serre, publié annuellement par le ministère du Développement durable, de l'Environnement et des Parcs du Québec.
Le Québec, qui dépend entièrement du pétrole importé, s'intéresse depuis plusieurs années au développement des moyens de transport électriques. Dans les années 1990, Hydro-Québec a développé un moteur-roue performant le TM4, dont le descendant équipe une voiture sous-compacte qui a été testée en Norvège en 2009, et qui sera lancée dans le nord de l'Europe en 2011. Le président d'Hydro-Québec, Thierry Vandal, estime que la production prévue du complexe de la Romaine, un aménagement de quatre centrales hydroélectriques en construction depuis 2009 sur la Côte-Nord — qui produira 8,5 TWh d'énergie lors de sa mise en service en 2020 —, serait suffisante à elle seule pour alimenter la totalité du parc automobile québécois, s'il devait éventuellement être converti à l'électricité.

#### Secteur commercial et institutionnel
Le secteur commercial a enregistré une croissance annuelle de sa consommation énergétique d'environ 1,5 % au cours de la période 1981-2006. Contrairement aux secteurs industriel et résidentiel, la réduction de la consommation de produits pétroliers des commerces, bureaux et institutions s'est effectuée à un rythme beaucoup plus lent, passant de 2,43 millions à 2,21 millions tep entre 1981 et 2006. La consommation d'électricité a augmenté de 21,0 à 34,9 TWh alors que la consommation de gaz naturel a plus que triplée, passant de 527 à 1 746 millions de mètres cubes durant la même période.
Les administrations publiques constituent 15 % de la consommation de ce secteur, une proportion demeurée à peu près constante au cours des dernières décennies.

#### Secteur résidentiel

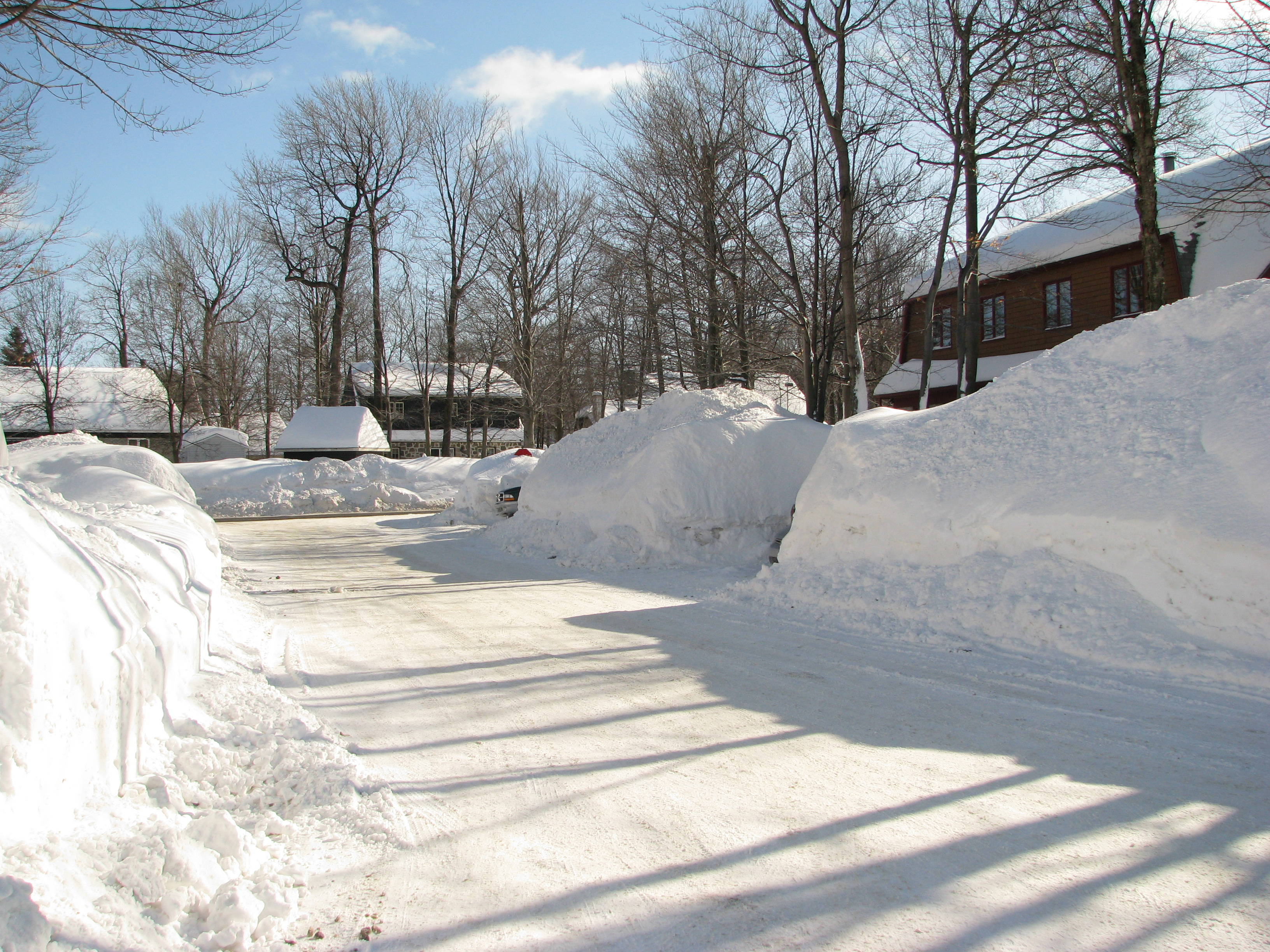
Quartier résidentiel de Saint-Augustin-de-Desmaures en février 2008. Les besoins de chauffage constituent une dimension essentielle du bilan énergétique québécois.

La consommation du secteur résidentiel et agricole représente 18,3 % du total québécois. Elle est demeurée relativement stable depuis 25 ans, avec une augmentation moyenne de 1 000 térajoules par année. Selon le ministère des Ressources naturelles et de la Faune du Québec, cette stabilité peut être expliquée par une amélioration de l’efficacité énergétique, notamment au chapitre de l'isolation et du rendement des appareils de chauffage, malgré la croissance démographique.
L'électricité occupe la part du lion dans ce secteur, avec des ventes de 60,7 TWh en 2008. La consommation moyenne des 3,6 millions de clients résidentiels et agricoles d'Hydro-Québec s'établit à 16 974 kWh par année. Cette consommation est relativement élevée en raison de l'utilisation de l'électricité pour le chauffage dans 68 % des résidences. Le distributeur d'électricité québécois estime que le chauffage est responsable de plus de la moitié de la consommation électrique d'une résidence au Québec.
Gaz Métro, le principal distributeur de gaz naturel au Québec, compte 121 000 clients résidentiels qui ont consommé 645 millions de mètres cubes en 2007. Cette année-là, Gaz Métro a relié 5 000 nouvelles constructions à son réseau — sur un total de 52 600 mises en chantier en 2007, selon la Société canadienne d'hypothèques et de logement — et converti environ 900 résidences au gaz.
La consommation de mazout pour le chauffage est en chute libre depuis 25 ans au Québec. La consommation résidentielle de produits raffinés a chuté en termes absolus, passant de 3,13 millions à 878 000 tep entre 1981 et 2006.

## Politique gouvernementale
Depuis la Révolution tranquille, la politique énergétique québécoise s'articule autour d'une grande priorité, le développement des énergies renouvelables comme créateur de richesse collective et levier de développement économique régional. L'actualisation du discours s'est effectuée en insérant cette stratégie dans un discours qui rejoignait les priorités politiques du moment, qu'il s'agisse de la prise de contrôle des leviers économiques et l'affirmation nationale dans les années 1960, l'autosuffisance énergétique dans les années 1970, l'enrichissement collectif dans les années 1980, la libéralisation des marchés et la mondialisation dans les années 1990 et le développement durable et la lutte aux changements climatiques dans les années 2000.
Au début du XXIe siècle, la partie visible de la politique énergétique du gouvernement est couchée dans une série d'énoncés de politique qui dictent les méthodes par lesquelles il interviendra dans ce secteur d'activité économique. Il intervient aussi par ses pouvoirs de régulation économique : par les taxes qu'il impose sur les différentes formes d'énergie, par la Régie de l'énergie, le tribunal administratif qui réglemente les tarifs d'électricité et de gaz et par un contrôle des prix plancher de l'essence vendue au détail.
D'autres leviers influencent l'économie en raison de leur taille : par exemple, les décisions d'investissement d'Hydro-Québec, dont le chiffre d'affaires dépasse les 3 % du produit intérieur brut (qui s'établissait à 301 milliards de dollars en 2008), auront un impact sur le marché obligataire, puisqu'Hydro-Québec emprunte plus de 2,1 milliards de dollars en 2009. La taille des investissements d'Hydro-Québec — plus de 4,7 milliards de dollars en 2009 — a également une influence sur le nombre d'heures travaillées dans l'industrie de la construction.

### Politique énergétique
La stratégie énergétique 2006-2015 du gouvernement du Québec repose sur six axes principaux : le développement du potentiel hydroélectrique et éolien, l'utilisation plus efficace de l'énergie et les innovations technologiques, la diversification des approvisionnements en pétrole et en gaz naturel et des changements législatifs et réglementaires.
La stratégie du gouvernement prévoit notamment le développement d'un « portefeuille » de nouveaux projets hydroélectriques qui ajouteraient 4 500 mégawatts supplémentaires à la capacité de production. Le développement de ces nouvelles ressources nécessiteraient des investissements de l'ordre de 25 milliards de dollars sur 10 ans. Parallèlement à ces projets de construction, le gouvernement entend poursuivre son objectif de 4 000 mégawatts d'énergie éolienne, afin qu'elle représente 10 % de la puissance installée au Québec.
Au chapitre de l'efficacité énergique, la stratégie du Québec vise la multiplication par huit des cibles d'efficacité énergétique imposées aux distributeurs d'électricité et de gaz naturel et l'imposition de cibles de réduction de la consommation de produits pétroliers. Ces efforts devraient réduire les émissions de gaz à effet de serre de 9,4 millions de tonnes équivalent CO2. Des programmes d'incitation à l'utilisation du biodiesel et de l'éthanol-carburant provenant majoritairement de résidus forestiers et agricoles, sont également à l'ordre du jour.
Enfin, dans le domaine des hydrocarbures, Québec veut relancer les programmes d'exploration dans l'estuaire du Saint-Laurent, qui sont bloqués en raison d'un différend entre les gouvernements du Québec et du Canada au sujet de la propriété de la ressource. Le gouvernement a également annoncé son intention de faciliter l'implantation de terminaux méthaniers, dont le controversé projet Rabaska, à Lévis.
La politique énergétique du gouvernement ne fait pas l'unanimité. Certains groupes considèrent que les objectifs de réduction de la dépendance du Québec à l'égard des hydrocarbures importés sont trop modestes. Le président du réseau des ingénieurs du Québec, Étienne Couture, soutient que le Québec figure parmi les sociétés occidentales les mieux équipées pour convertir son parc automobile à l'électricité. Selon lui, cette substitution permettrait de réduire la facture de pétrole importé, qui s'élève à 14 milliards de dollars par année.
D'autres, comme le groupe MCN21, proposent plutôt la réduction de l'utilisation d'énergies fossiles, l'arrêt de tout développement hydroélectrique de grande ou petite taille et la fermeture de la centrale nucléaire de Gentilly-2 pour les remplacer par « le recours massif aux énergies vertes renouvelables, comme l'efficacité énergétique, l'éolien, le photovoltaïque et la géothermie ».

### Efficacité énergétique
Le premier Plan d'ensemble en efficacité énergétique et nouvelles technologies 2007-2010  de l'Agence de l'efficacité énergétique du Québec a été déposé à la Régie de l'énergie du Québec en août 2008 et il a fait l'objet d'audiences publiques au début de l'année 2009.
Le plan triennal de l'organisme, dont les investissements s'élèvent à 891 millions de dollars, doit permettre au Québec d'économiser 25 655 térajoules. Il est financé principalement par des contributions des distributeurs d'énergie, dont Hydro-Québec (621 millions $) et Gaz Métro 53,4 millions $. Les fournisseurs de produits pétroliers devront également verser une contribution dans le cadre du plan.
Le premier plan regroupe une série de mesures qui étaient gérées par les distributeurs d'énergie, notamment au niveau des bâtiments neufs et de la rénovation et du remplacement d'appareils électroménagers par des modèles moins énergivores. Ces mesures s'ajoutent à certaines initiatives proposées par l'Agence dans des secteurs qui n'ont pas été abordés dans le passé, en particulier dans le domaine du transport.
Les groupes environnementaux québécois ont reproché au premier plan d'ensemble de manquer d'audace en privilégiant des solutions déjà existantes. De plus, ils ont questionné la pertinence d'une mesure proposée qui vise à accorder aux acheteurs de véhicules neuf une aide financière de 500 à 1000 dollars à l'achat d'une nouvelle voiture consommant 3 litres au 100 km de moins que le véhicule qu'ils possédaient auparavant. Selon eux, un tel programme aurait pour effet de subventionner des voitures et des camions légers aux dépens des consommateurs qui possèdent déjà un véhicule plus économique.

### Fiscalité
Même si les taxes sur l'essence sont plus élevées au Québec qu'ailleurs au Canada et aux États-Unis, leur niveau est nettement plus bas que celui enregistré en Europe. Selon une étude de l'Institut français des relations internationales, le niveau des taxes sur le prix total de l'essence régulière sans plomb au Canada, et par extension au Québec, se situerait entre les niveaux très bas enregistrés aux États-Unis (15 %) et des pays appliquant des niveaux de taxation « intermédiaires », comme l'Australie et la Nouvelle-Zélande.
Le consommateur québécois paie pour chaque litre d'essence la taxe d'accise fédérale de 10 cents et la taxe sur les carburants du Québec, qui varie selon les régions de 10,55 à 18,2 cents le litre. Une taxe pour le transport en commun de 3,0 cent le litre s'ajoute dans la région de Montréal. Enfin, la taxe sur les produits et services fédérale de 5 % et la taxe de vente du Québec de 9,5 % sont calculées sur le prix incluant les autres taxes.
Le niveau élevé des taxes a eu pour conséquence de favoriser des pratiques plus économes en matière de consommation d'essence. Une étude réalisée en 2008 sur le parc automobile des 25 plus grandes villes canadiennes par le consultant automobile Dennis DesRosiers conclut que les parcs automobiles des cinq villes québécoises étudiées affichaient la consommation moyenne la plus basse : en 2008, une voiture moyenne à Québec consommait 8,9 litres au 100 km, 9 litres à Sherbrooke, 9,15 litres à Trois-Rivières, 9,23 litres à Montréal et 9,25 litres à Saguenay. En comparaison, le parc automobile des villes de Windsor, en Ontario, et de Calgary, en Alberta, consommaient respectivement 10,2 et 10,17 litres au 100 km. Cette différence entre les données des villes québécoises et canadiennes pourraient s'expliquer par la relation que les Québécois entretiennent avec leurs automobiles. « Les Québécois, constate le consultant, perçoivent la voiture comme un mal nécessaire, destiné à les mener du point A au point B de la manière la plus efficace possible. Ils ne considèrent pas leur voiture comme une extension de leur personnalité. »

### Gaz à effet de serre
Les émissions de gaz à effet de serre ont augmenté de 3,8 % au Québec entre 1990 et 2007, pour se situer à 85,7 mégatonnes d'équivalent CO2. Elles représentent 11,1 tonnes par habitant, soit la moitié des émissions canadiennes moyennes de 22,1 tonnes par habitant. En 2007, les émissions québécoises constituaient 11,6 % du total canadien.
Les données les plus récentes confirment les fortes tendances à la baisse des émissions dans les secteurs de la combustion industrielle et de la consommation résidentielle qui enregistrent respectivement des chutes de 23,6 % et de 27,9 % et la forte hausse dans le secteur des transports (+29,5 %) et de la consommation commerciale et institutionnelle (+53,2 %). Les émissions dans le secteur de l'électricité ont également fait un bond en 2007, en raison de la mise en service de la centrale de cogénération à cycle combiné de TransCanada Energy à Bécancour, principale source québécoise de gaz à effet de serre, qui a émis 1 687 314 tonnes équivalent CO2 en 2007, soit 72,1 % de toutes les émissions du secteur et 2 % des émissions totales. Cette centrale a été fermée en 2008, en 2009 et en 2010.
Entre 1990 — l'année de référence du protocole de Kyoto — et 2006, la population a augmenté de 9,2 % et le PIB du Québec de 41,3 %. L'intensité  des émissions par rapport au PIB a baissé de 28,1 % durant cette période, chutant de 4 500 à 3 300 tonnes d'équivalent CO2 par million de dollars de produit intérieur brut.

#### Objectif de 2020
En mai 2009, le gouvernement du Québec a déposé un projet de loi qui fixe un plafonnement des émissions de gaz à effet de serre (GES) de certains secteurs. Ce faisant, le Québec deviendra la première juridiction en Amérique à imposer un plafond d'émissions, ce qui permettra d'établir un marché du carbone à la Bourse de Montréal, auquel se joindra également l'Ontario. Cette mesure s'inscrit dans l'engagement du Québec au sein de la Western Climate Initiative, un groupe d'États de l'ouest américain et de provinces canadiennes qui entendent développer des normes communes sur les émissions de gaz à effet de serre
.
Le 23 novembre 2009, le gouvernement du Québec s'engageait à réduire d'ici 2020 ses émissions de gaz à effet de serre de 20 % sous le niveau de l'année de référence 1990, un objectif similaire à celui adopté par l'Union européenne. Le gouvernement compte atteindre sa cible en favorisant le transport en commun, le transport intermodal, l'électrification des transports, l'utilisation du bois comme matériau de construction, la valorisation énergétique de la biomasse, en plus de mettre en œuvre une réforme de l'aménagement du territoire. 
Selon les simulations effectuées avec le modèle général d'équilibre du ministère des Finances du Québec, l'objectif de réduction des gaz à effet de serre qui a été retenu par le gouvernement entraînerait une diminution de 0,16 % du produit intérieur brut réel québécois en 2020
.

#### Statistiques
|                                       | Québec        | Québec        | Québec        | Québec        | Québec        | Québec                  | Québec                 | Canada        | Canada        | Canada        | Canada        | Canada        | Canada                  | Canada                 | Part du Québec en 2008 (%) |
|                                       | en Mt éq. CO2 | en Mt éq. CO2 | en Mt éq. CO2 | en Mt éq. CO2 | en Mt éq. CO2 | Variation 1990-2008 (%) | Part du total 2008 (%) | en Mt éq. CO2 | en Mt éq. CO2 | en Mt éq. CO2 | en Mt éq. CO2 | en Mt éq. CO2 | Variation 1990-2008 (%) | Part du total 2008 (%) | Part du Québec en 2008 (%) |
|                                       | 1990          | 2005          | 2006          | 2007          | 2008          | Variation 1990-2008 (%) | Part du total 2008 (%) | 1990          | 2005          | 2006          | 2007          | 2008          | Variation 1990-2008 (%) | Part du total 2008 (%) | Part du Québec en 2008 (%) |
| ------------------------------------- | ------------- | ------------- | ------------- | ------------- | ------------- | ----------------------- | ---------------------- | ------------- | ------------- | ------------- | ------------- | ------------- | ----------------------- | ---------------------- | -------------------------- |
| Électricité                           | 1,52          | 0,73          | 0,92          | 2,18          | 0,47          | 69,1 %                  | 0,6 %                  | 95,5          | 125           | 117           | 125           | 119           | 24,6 %                  | 16,2 %                 | 0,4 %                      |
| Raffinage                             | 3,3           | 3,7           | 3,7           | 3,8           | 3,5           | 6,1 %                   | 4,3 %                  | 51            | 66            | 66            | 70            | 68            | 33,3 %                  | 9,3 %                  | 5,1 %                      |
| Mines et extraction de pétrole et gaz | 0,73          | 0,23          | 0,25          | 0,24          | 0,68          | 6,8 %                   | 0,8 %                  | 6,2           | 15,6          | 16,8          | 23,2          | 23,9          | 285,5 %                 | 3,3 %                  | 2,8 %                      |
| Combustion industrielle               | 12,1          | 10,0          | 9,6           | 9,6           | 7,6           | 37,2 %                  | 9,3 %                  | 55,0          | 47,6          | 47,0          | 49,4          | 43,4          | 21,1 %                  | 5,9 %                  | 17,5 %                     |
| Résidentiel                           | 6,8           | 5,0           | 4,6           | 4,8           | 4,3           | 36,8 %                  | 5,2 %                  | 43            | 42            | 40            | 44            | 43            | 0 %                     | 5,9 %                  | 10,0 %                     |
| Commercial et institutionnel          | 4,2           | 6,8           | 6,0           | 6,2           | 6,0           | 42,9 %                  | 7,3 %                  | 25,7          | 36,7          | 33,4          | 34,9          | 34,9          | 35,8 %                  | 4,8 %                  | 17,2 %                     |
| Transport                             | 27,8          | 34,0          | 33,9          | 35,5          | 35,8          | 28,8 %                  | 43,7 %                 | 145           | 192           | 191           | 199           | 198           | 36,6 %                  | 27,0 %                 | 18,1 %                     |
| Sources fugitives                     | 0,28          | 0,50          | 0,51          | 0,51          | 0,51          | 81,5 %                  | 0,6 %                  | 42,7          | 64,7          | 65,8          | 64,7          | 63,8          | 49,4 %                  | 8,7 %                  | 0,8 %                      |
| Usages énergétiques                   | 57,6          | 61,5          | 59,8          | 63,4          | 59,5          | 3,3 %                   | 72,6 %                 | 469           | 593           | 581           | 614           | 597           | 27,3 %                  | 81,3 %                 | 10,0 %                     |
| Usages non-énergétiques               | 25,2          | 23,9          | 24,0          | 23,4          | 22,5          | 10,7 %                  | 27,4 %                 | 123           | 138           | 137           | 136           | 137           | 11,4 %                  | 18,7 %                 | 16,4 %                     |
| Total des émissions                   | 82,8          | 85,4          | 83,8          | 86,8          | 82,0          | 1,0 %                   | 100,0 %                | 592           | 731           | 718           | 750           | 734           | 24,0 %                  | 100,0 %                | 11,2 %                     |